# L'Âme d'une nation
Pour plus de détails, voir Fiche technique et Distribution.
L'Âme d'une nation (We Americans) est un film muet américain réalisé par Edward Sloman et sorti en 1928.

## Résumé
Deux jeunes couples tentent de franchir le fossé ethnique de l'Amérique, ce qu'ils ne parviendront à faire que lorsque la Première Guerre mondiale permettra à tous les membres de la société américaine d'aller combattre sous la bannière étoilée.

## Fiche technique
- Titre : L'Âme d'une nation
- Titre original : We Americans
- Réalisation : Edward Sloman
- Scénario : Edward Sloman, Alfred A. Cohn, d'après une pièce de Milton Herbert Gropper et Max Siegel
- Chef-opérateur : Jackson Rose
- Montage : Robert Jahns
- Production : Universal Pictures
- Durée : 90 minutes
- Date de sortie :
  - États-Unis : 6 mai 1928

## Distribution
- George Sidney : Mr Levine
- Patsy Ruth Miller : Beth Levine
- George J. Lewis : Phil Levine
- Eddie Phillips : Pete Albertini
- Beryl Mercer : Mrs Levine
- John Boles : Hugh Bradleigh
- Albert Gran : Mr Schmidt
- Michael Visaroff : Mr Albertini
- Kathlyn Williams : Mrs Bradleigh
- Edward Martindel : Mr Bradleigh
- Josephine Dunn : Helen Bradleigh
- Daisy Belmore : Mrs Schmidt
- Rosita Marstini : Mrs Albertini
- Andy Devine : Pat O'Dougal
- Flora Bramley : Sara Schmidt
- John Bleifer : Korn